# Gulflockig fjällskivling
Gulflockig fjällskivling (Lepiota magnispora) är en svampart som beskrevs av Murrill 1912. Gulflockig fjällskivling ingår i släktet Lepiota,  och familjen Agaricaceae.  Arten är reproducerande i Sverige. Inga underarter finns listade.